# Polling (bei Weilheim)

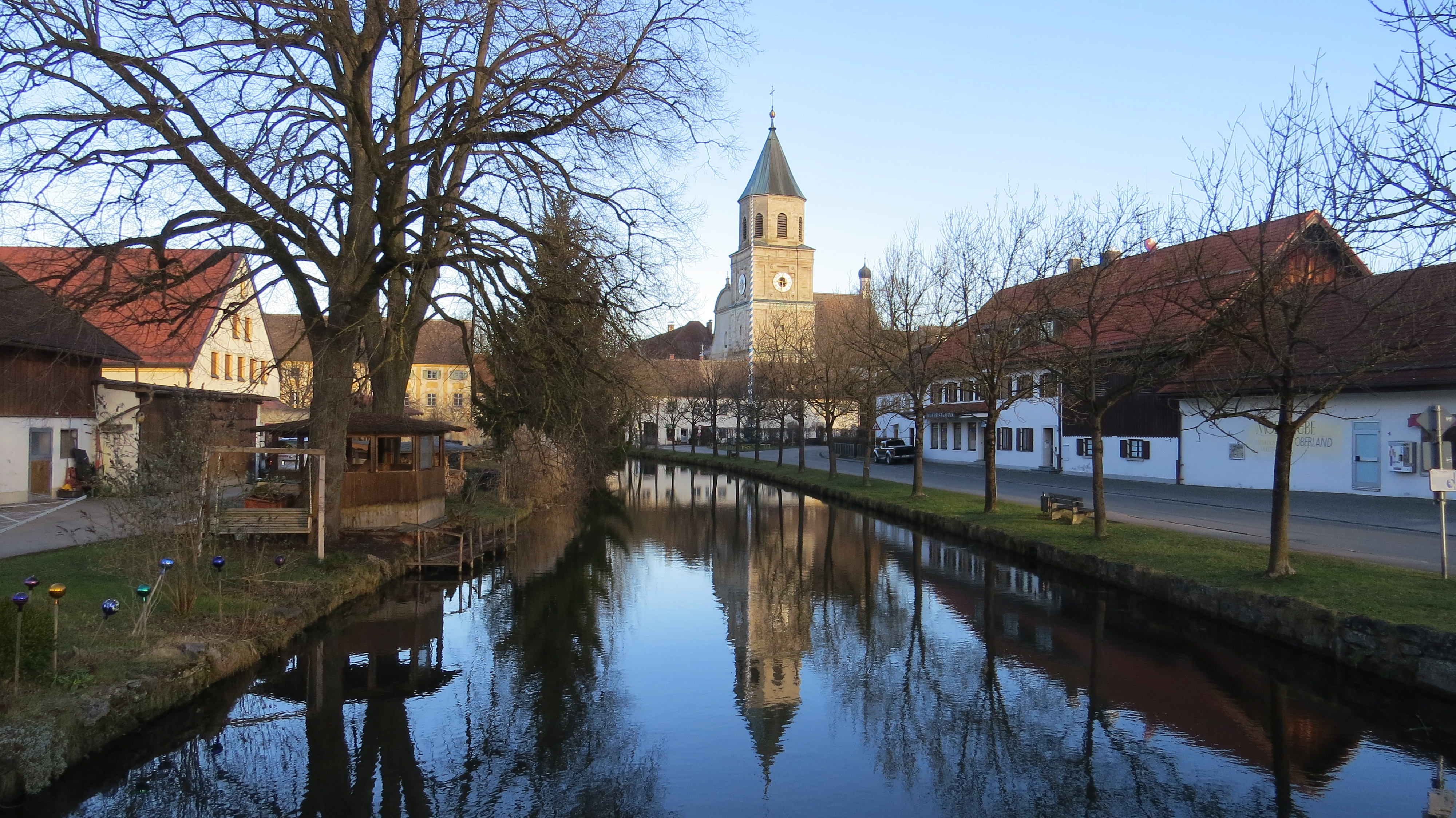
Kloster in Polling von Süden

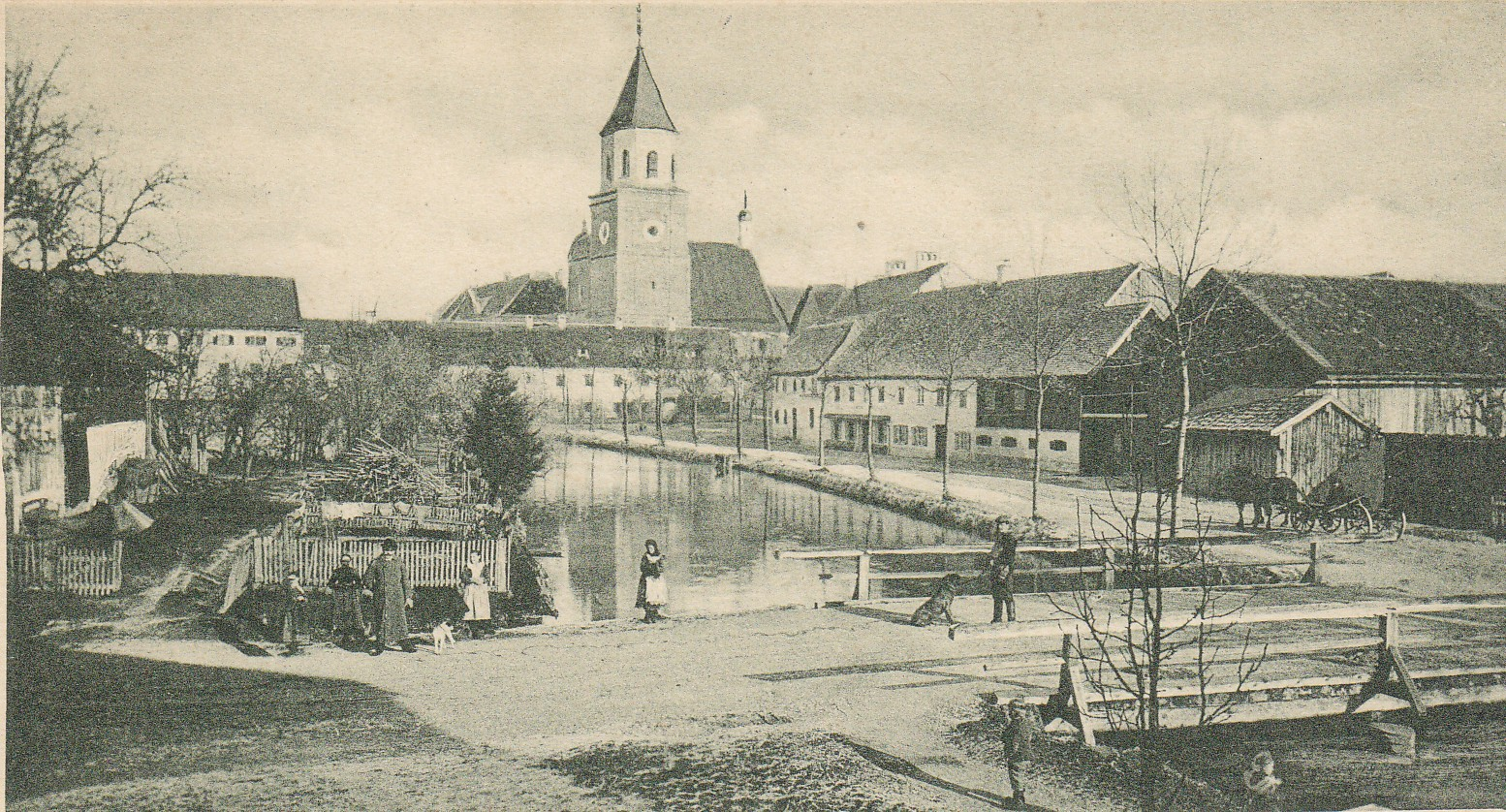
Polling um 1900

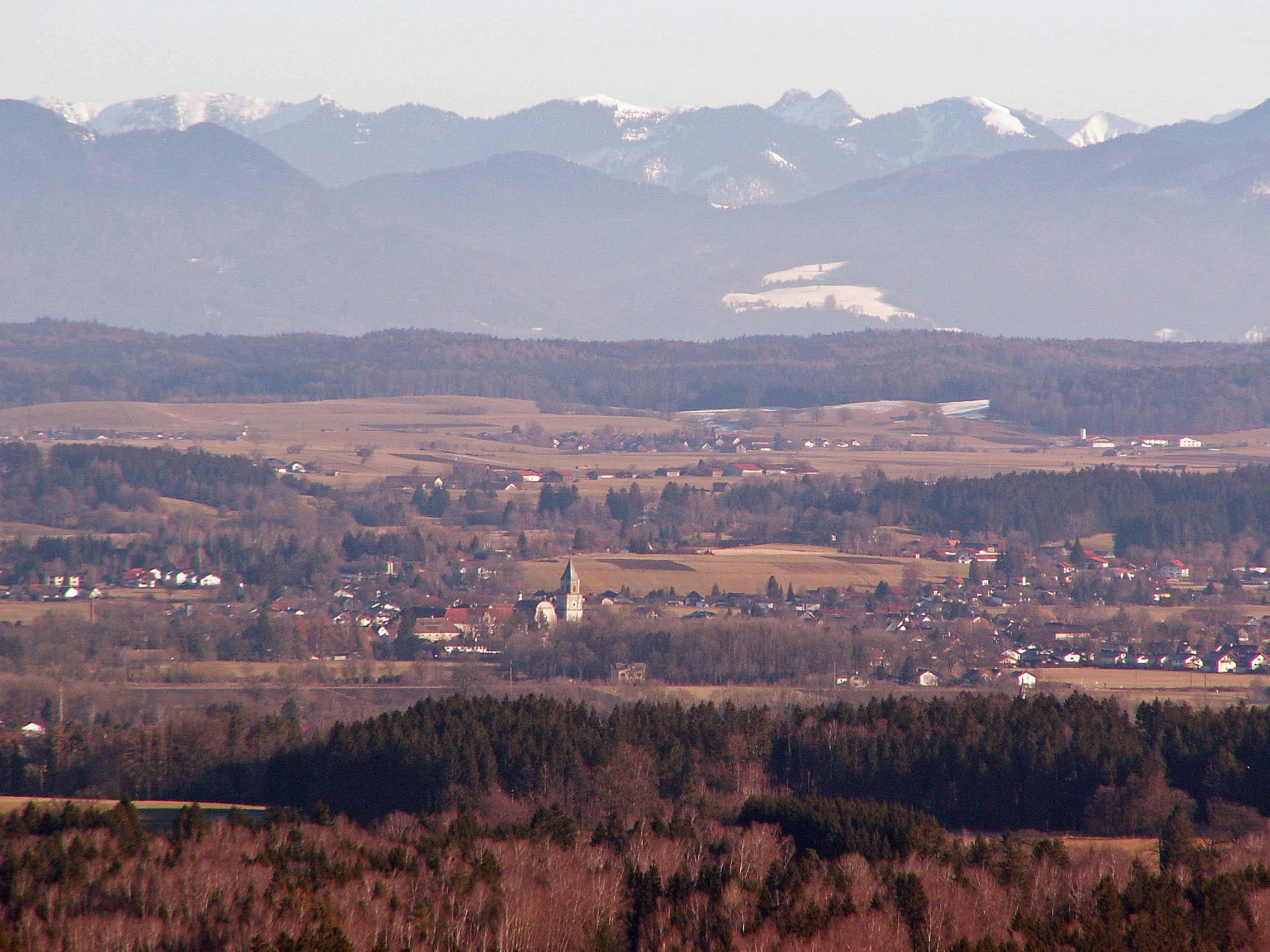
Polling bei Weilheim von Westen

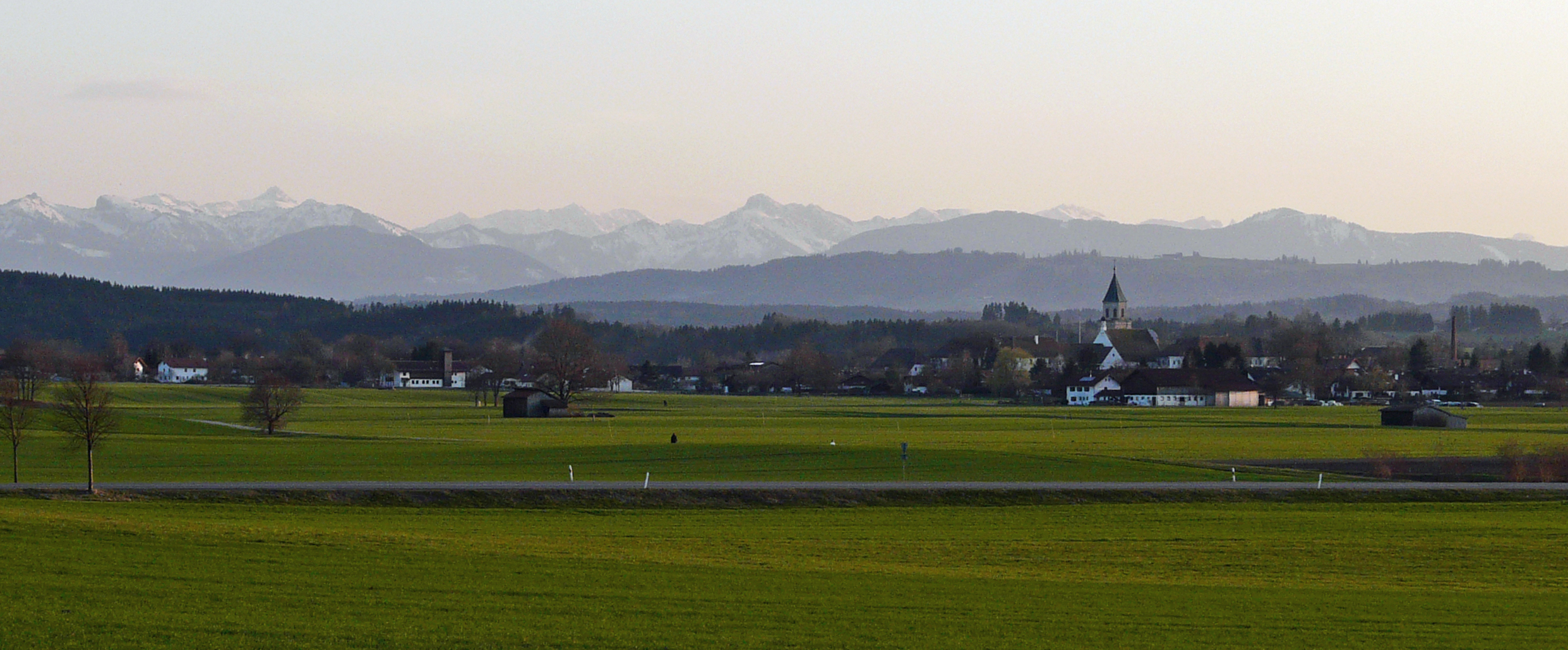
Polling von Nordosten

Polling ist eine Gemeinde im oberbayerischen Landkreis Weilheim-Schongau.

## Geographie
Polling liegt in der Region Oberland. Durch das Gemeindegebiet fließt in Süd-Nord-Richtung die Ammer, der Tiefenbach, ein Zufluss der Ammer, durchfließt den Ort Polling.

### Gemeindegliederung
Die Gemeinde besteht aus drei Gemarkungen, die den ehemaligen Gemeinden entsprechen, und hat acht Gemeindeteile (in Klammern ist der Siedlungstyp angegeben):
- Polling (Pfarrdorf) mit Längenlaich (Weiler) und Roßlaich (Weiler, PLZ 82380)
- Etting (Pfarrdorf)
- Oderding (Kirchdorf) mit Grasla (Weiler), Hungerwies (Einöde) und Kugelsbühl (Weiler)

## Geschichte

### Bis zur Gemeindegründung
Erste Spuren einer Besiedlung im Ortsbereich Polling stammen aus dem 4. Jahrtausend v. Chr. In den Tuffsteinbrüchen kommen immer wieder Tongefäße und Werkzeuge aus dieser Zeit zum Vorschein. Teile davon sind auch im Heimatmuseum Polling sowie in der Archäologischen Staatssammlung in München ausgestellt.
Der Legende nach wurde Polling um das Jahr 750 gegründet. Herzog Tassilo III. von Bayern (geboren 741) jagte in der Gegend eine Hirschkuh. Diese blieb auf einmal stehen und scharrte am Boden. Dort fand man dann drei Holzkreuze. An dieser Stelle errichtete Herzog Tassilo dann das Benediktiner- und spätere Augustiner-Chorherrenstift Kloster Polling.
In der Klosterkirche befindet sich tatsächlich ein Holzkreuz, das aber nach Untersuchungen frühestens aus dem 9. Jahrhundert stammt. Gemäß Benediktbeurer Quellen soll aber die Gründung des Klosters durch Mitglieder der Huosi, einer einheimischen Adelsfamilie stattgefunden haben. Die ersten schriftlichen Zeugnisse stammen aus dem 11. Jahrhundert.
Der Ort selbst war Teil des Kurfürstentums Bayern und bildete eine geschlossene Hofmark, deren Sitz bis 1803 das Kloster Polling war. Zusammen mit dem Kloster wurde die Hofmark 1803 aufgehoben.
Mit dem Gemeindeedikt von 1818 entstand die Gemeinde Polling, die zum Landgericht Weilheim gehörte.
Im Frühjahr 2016 war im Ort eine große Überschwemmung nach starken Regenfällen.

### Eingemeindungen
Am 1. Mai 1978 wurden im Zuge der Gemeindegebietsreform die Gemeinden Oderding und Etting eingemeindet.

### Einwohnerentwicklung
Zwischen 1988 und 2018 wuchs die Gemeinde von 2734 auf 3461 um 727 Einwohner bzw. um 26,6 %.
Auf dem Gebiet der Gemeinde wurden folgende Einwohnerzahlen erreicht:
| Jahr | Einwohner |                                                                        |
| ---- | --------- | ---------------------------------------------------------------------- |
| 1840 | 1.012     |                                                                        |
| 1900 | 1.389     |                                                                        |
| 1939 | 1.462     |                                                                        |
| 1950 | 2.431     |                                                                        |
| 1961 | 2.061     | Davon entfielen 1416 auf Polling, 390 auf Oderding und 255 auf Etting. |
| 1970 | 2.139     | Davon entfielen 1469 auf Polling, 375 auf Oderding und 295 auf Etting. |
| 1987 | 2.629     |                                                                        |
| 1991 | 2.889     |                                                                        |
| 1995 | 3.023     |                                                                        |
| 2000 | 3.160     |                                                                        |
| 2005 | 3.247     |                                                                        |
| 2010 | 3.252     |                                                                        |
| 2015 | 3.307     |                                                                        |
| 2023 | 3.663     |                                                                        |

## Politik

### Bürgermeister
Erster Bürgermeister ist seit 1. Mai 2020 Martin Pape (CSU), der bei den Kommunalwahlen am 15. März 2020 Felicitas Betz (Wahlgemeinschaft Polling) ablöste. Betz hatte das Amt der Bürgermeisterin vom 1. Mai 2014 bis 30. April 2020 inne. Amtsvorgänger waren in der Zeit von 2008 bis 2014 Helmut Böhm und Dominikus Weiß (Ehrenbürger und Altbürgermeister) von 1990 bis 2008.

### Gemeinderat
Aktuell gilt folgende Sitzverteilung im 16 Mitglieder umfassenden Gemeinderat:
| Partei/Liste                                    | Wahl 2020 | Wahl 2014 | Wahl 2008 | Wahl 2002 |
| Partei/Liste                                    | Sitze     | Sitze     | Sitze     | Sitze     |
| ----------------------------------------------- | --------- | --------- | --------- | --------- |
| CSU                                             | 4         | 4         | 4         | 7         |
| Wahlgemeinschaft Polling                        | 5         | 7         | 8         | 3         |
| Wahlgemeinschaft Etting                         | 2         | 3         | 2         | 2         |
| SPD                                             | –         | –         | –         | 2         |
| Unabhängige Wählerliste Polling-Etting-Oderding | 3         | 1         | 1         | 1         |
| Wahlgemeinschaft Oderding                       | 2         | 1         | 1         | 1         |
| Sitze gesamt                                    | 16        | 16        | 16        | 16        |

### Wappen und Fahne
| Wappen von Polling | Blasonierung: „In Rot ein schwebendes Kreuz.“ |
| Wappen von Polling | Nach dem Zweiten Weltkrieg besaß Polling von 1945 bis 1950 ein ovales Wappen, das eine Hirschkuh zeigte, die auf einem Kreuz steht. Am 15. Juni 1950 erhielt die Gemeinde vom Bayerischen Staatsministerium des Inneren das Recht das vom Grafiker Rudolf Mussgnug entworfene, heutige Wappen zu führen. |

Der Gemeinderat beschloss am 10. August 1989 eine Fahne anzunehmen. Sie zeigt zwei Streifen in der Farbenfolge Rot – Gelb und soll mit aufgelegtem Wappen geführt werden. Die Regierung von Oberbayern stimmte der Annahme der Fahne am 8. Mai 1990 zu.

## Kultur und Sehenswürdigkeiten
- Ehemaliges Kloster Polling
- Ehemalige Augustinerchorherrenstiftskirche Heilig Kreuz
- Seit 1975: Konzerte, veranstaltet von der Münchner Konzertdirektion Hörtnagel im restaurierten Pollinger Bibliotheksaal
- Im Besitz des Pollinger Heimatmuseums befindet sich ein bemaltes Walschulterblatt.
- Polling ist das fiktive Pfeiffering, einer der Schauplätze von Thomas Manns Roman Doktor Faustus. Der 2007 ausgewiesene „Dr.-Faustus-Weg“ berührt alle im Roman erwähnten Örtlichkeiten.
- Stoa 169, Künstlersäulenhalle

## Wirtschaft und Infrastruktur

### Wirtschaft einschließlich Land- und Forstwirtschaft
Im Jahr 2020 gab es im Bereich der Land- und Forstwirtschaft 35, im produzierenden Gewerbe 120 und im Bereich Handel und Verkehr 183 sozialversicherungspflichtig Beschäftigte am Arbeitsort. In sonstigen Wirtschaftsbereichen waren am Arbeitsort 262 Personen sozialversicherungspflichtig beschäftigt. Sozialversicherungspflichtig Beschäftigte am Wohnort gab es 1416. Im verarbeitenden Gewerbe gab es einen, im Bauhauptgewerbe sieben Betriebe.
Zudem bestanden im Jahr 2016 49 landwirtschaftliche Betriebe mit einer landwirtschaftlich genutzten Fläche von 1679 ha. Davon waren 420 ha Ackerfläche und 1259 ha Dauergrünfläche.
Die Gemeindesteuereinnahmen betrugen im Jahr 2020 umgerechnet 3,732 Millionen €, davon waren 938.000 € (netto) Gewerbesteuereinnahmen.
In früherer Zeit waren die reichen Vorkommen an Pollinger Kalktuff wirtschaftlich sehr bedeutend. Viele Bauwerke in Polling und im Umkreis wurden mit diesem Kalktuff als Baumaterial errichtet. Heute existiert nur noch einer der einstmals zahlreichen Tuffsteinbrüche.

### Verkehr
Der Bahnhof wurde im Mai 1879 eröffnet und ist seit 1984 nur noch ein Betriebsbahnhof. Bis zur Einstellung des Personenverkehrs wurde er noch täglich von 100 bis 150 Fahrgästen genutzt. Er liegt an der Bahnstrecke München–Garmisch-Partenkirchen.

### Bildung
Im Jahre 1999 gab es folgende Einrichtungen:
- Kindergärten: 160 Kindergartenplätze mit 149 Kindern
- Grundschule Polling mit 7 Klassen (Stand 2024)[20]
- Volksschulen: eine mit neun Lehrern und 168 Schülern

## Persönlichkeiten

### Ehrenbürger
- Georg Hörtnagel (1927–2020), Kontrabassist und Konzertagent

### Söhne und Töchter der Gemeinde
- Gerhoch von Reichersberg (1092/93–1169), Kirchenreformer, Theologe und Regularkanoniker
- Clemens Prasser (1703–1770), katholischer Geistlicher und Propst des Stiftes Rottenbuch 1740–1770
- Johann Landes (1831–1894), Unternehmer und Mitglied des Deutschen Reichstags
- Josef Landes (1841–1919), katholischer Geistlicher und Mitglied des Deutschen Reichstags
- Otto Reiser (1884–1957), Fußballspieler
- Kristina Schuster (* 1997), Fußballspielerin

### Weitere mit dem Ort verbundene Persönlichkeiten
- Carla Mann (1881–1910), Schauspielerin und Schwester der Schriftsteller Heinrich und Thomas Mann; gestorben in Polling. Beigesetzt im Familiengrab auf dem Münchner Waldfriedhof.
- Johannes Schaaf (1933–2019), lebte in Polling
- Michael Kreuter (30. August 1940–18. März 2022) Maler und Kulturpreisträger 2021 der Gemeinde Polling[21]
- Bernd Zimmer (* 1948), Künstler, lebt und arbeitet in Polling
- Hans-Peter Grünebach (* 1948), Schriftsteller, Triathlet und Oberst der Bundeswehr im Ruhestand. Seit 2016 Inhaber der Bürgermedaille der Gemeinde Polling[22]